# Lily Knibbeler
Elisabeth Jennifer Brigida (Lily) Knibbeler (Laren, 5 november 1968) is een Nederlandse historica. Ze was van juli 2015 t/m juni 2024 algemeen directeur van de Koninklijke Bibliotheek in Den Haag.

## Biografie
In 1993 studeerde Knibbeler cum laude af in geschiedenis aan de Rijksuniversiteit Leiden. Op 12 mei 2005 promoveerde zij bij H.S. Versnel, emeritus hoogleraar Oude Geschiedenis aan deze universiteit, op het proefschrift Saving the city. Ambiguities in ancient Greek crisis management. Eind jaren 1990 doceerde zij aan verscheidene universiteiten in Nederland. Van 2000 tot 2008 werkte zij voor het Prins Bernhard Cultuurfonds. 

### Koninklijke Bibliotheek
Sinds 2008 is zij verbonden aan de Koninklijke Bibliotheek en sinds 2012 was zij daar sectorhoofd Marketing & Diensten. Daarbij had zij ook een belangrijke rol bij het auteursrecht voor digitale diensten. Verder werkte zij mee aan het KB-beleidsplan 2015-2018, dat aansluit op de bibliotheekwet (Wet stelsel openbare bibliotheekvoorzieningen: Wsob) op grond waarvan de Koninklijke Bibliotheek nieuwe taken heeft gekregen. 
Op 1 januari 2015 trad Bas Savenije terug als bibliothecaris en volgde Knibbeler hem als waarnemer op. Op 1 juli 2015 werd zij benoemd tot de nieuwe Algemeen Directeur van de Koninklijke Bibliotheek. Op 25 januari 2024 kondigde zij haar vertrek per 1 juli 2024 aan. Ze werd in september 2024 opgevolgd door Wilma van Wezenbeek.